# Lauri Kalima
Lauri Fredrik Mikael Kalima (ur. 29 września 1916 w Helsinkach, zm. 24 lipca 2004 w Jyväskylä) – fiński lekkoatleta, skoczek wzwyż, medalista mistrzostw Europy z 1938, olimpijczyk z 1936.
Zajął 6. miejsce (ex aequo z trzema innymi zawodnikami) podczas igrzysk olimpijskich w 1936 w Berlinie.
Zdobył brązowy  medal w skoku wzwyż na mistrzostwach Europy w 1938 w Paryżu.
Jego rekord życiowy wynosił 2,01 m i pochodził z 1936.
Kalima był mistrzem Finlandii w skoku wzwyż w 1939 i 1942.